# Disthène
Pour les articles homonymes, voir Al2SiO5.
Le disthène (agréé par l'Association internationale de minéralogie sous le nom de terme anglais de « kyanite ») est une espèce minérale du groupe des silicates, et du sous-groupe des nésosubsilicates, typique des roches métamorphiques. C'est la phase de basse température / haute pression des polymorphes de Al2SiO5. Dans le cas du disthène avec des traces de Se ; Cr ; Fe ; Mg ; Ca ; K.

## Inventeur et étymologie
Il existe deux versions :
- Le disthène :
  - Du préfixe grec δι- (« deux »), et de σθένος (« force »), en rapport avec la différence des propriétés électriques suivant le sens du cristal. L'inventeur en est René-Just Haüy[3], en 1801 ;
- La Kyanite (cyanite) :
  - Du grec κύανος (« bleu »). L'inventeur en est Abraham Gottlob Werner en 1789. Appelée autrefois schorl bleu de Sibérie, on l'a d'abord trouvée sur le versant occidental de l'Oural, ordinairement dans des blocs isolés de quartz blanc[4].

## Topotype
Mont Greiner, Zillerthal, Autriche. Conservé à l'École des mines de Freiberg, Allemagne No 22491.

## Cristallographie
- Paramètres de la maille conventionnelle : a = 7,112 Å ; b = 7,844 Å ; c = 5,574 Å ; Z = 4 ; alpha = 90,12° ; beta = 101,1° ; gamma = 105,9° ; V = 293,46 Å3.
- Densité calculée = 3,67 (à partir de la masse moléculaire et du volume de la maille).

## Gîtologie
Le disthène est un minéral caractéristique du métamorphisme régional, dans certains micaschistes et gneiss. Dans des faciès plus profonds (quand la température augmente), le disthène est remplacé par de la sillimanite de même formule chimique : on parle de transition polymorphique. Le système Al2SiO5 ou système des silicates d'alumine comprend aussi l'andalousite (phase de pression et température basse) comme minéral et il fournit une évaluation des conditions de pression et de température dans les roches métamorphiques riches en aluminium (comme les pélites).

## Minéraux associés
- andalousite, Al2SiO5 (orthorhombique) ;
- sillimanite, Al2SiO5 (orthorhombique) ;
- quartz, SiO2 ;
- staurotide, Fe2Al9Si4O22(OH)2 ;
- micas, AB2-3(X, Si)4;O10(O,F,OH)2 ;
- grenats, A3B2(SiO4)3.

## Synonymie
- béril feuilleté (Sage) [5] ;
- cyanite : cf. plus haut ;
- kyanite : nom anglo-saxon retenu par l'IMA; cf. plus haut ;
- sappare (Saussure fils, 1789)[6] ;
- talc bleu (Sage)[7] ;
- zéolithe cyanite (Louis Gmelin)[8].

## Variétés
- cyanite chromifère (anglais chrome cyanite ou chrome kyanite) : variété chromifère de disthène, trouvée en Nouvelle-Zélande et en Russie, de formule idéale (Al,Cr)2SiO5.
- rhaëticite : variété grise à noire de disthène.

## Galerie

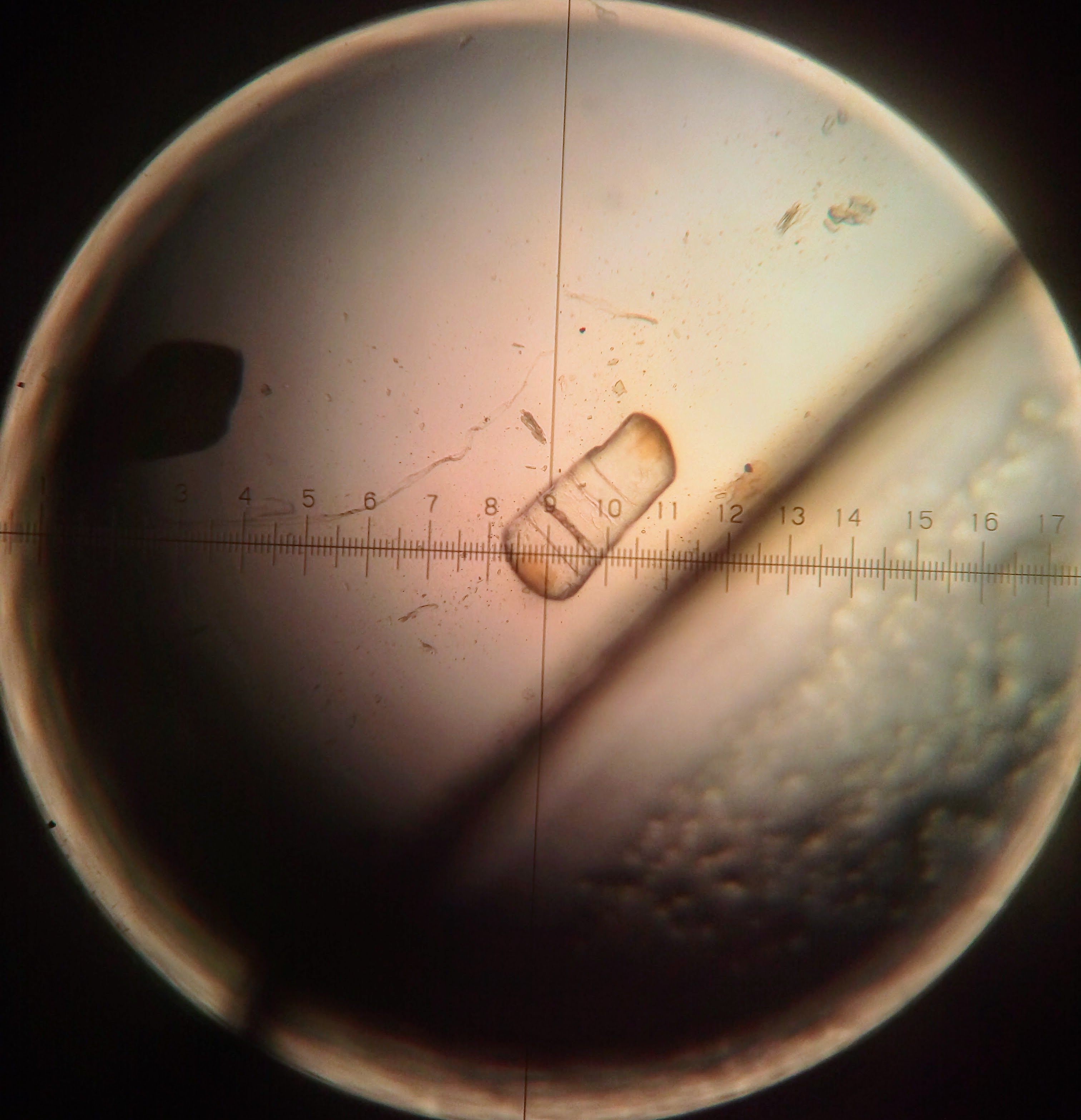
morceau de kyanite dans les sédiments éolien de l'Isthme de Courlande
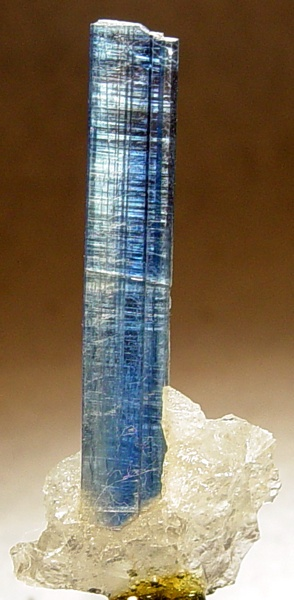
Disthène, Brésil, 4.8 x 2.1 x .7 cm
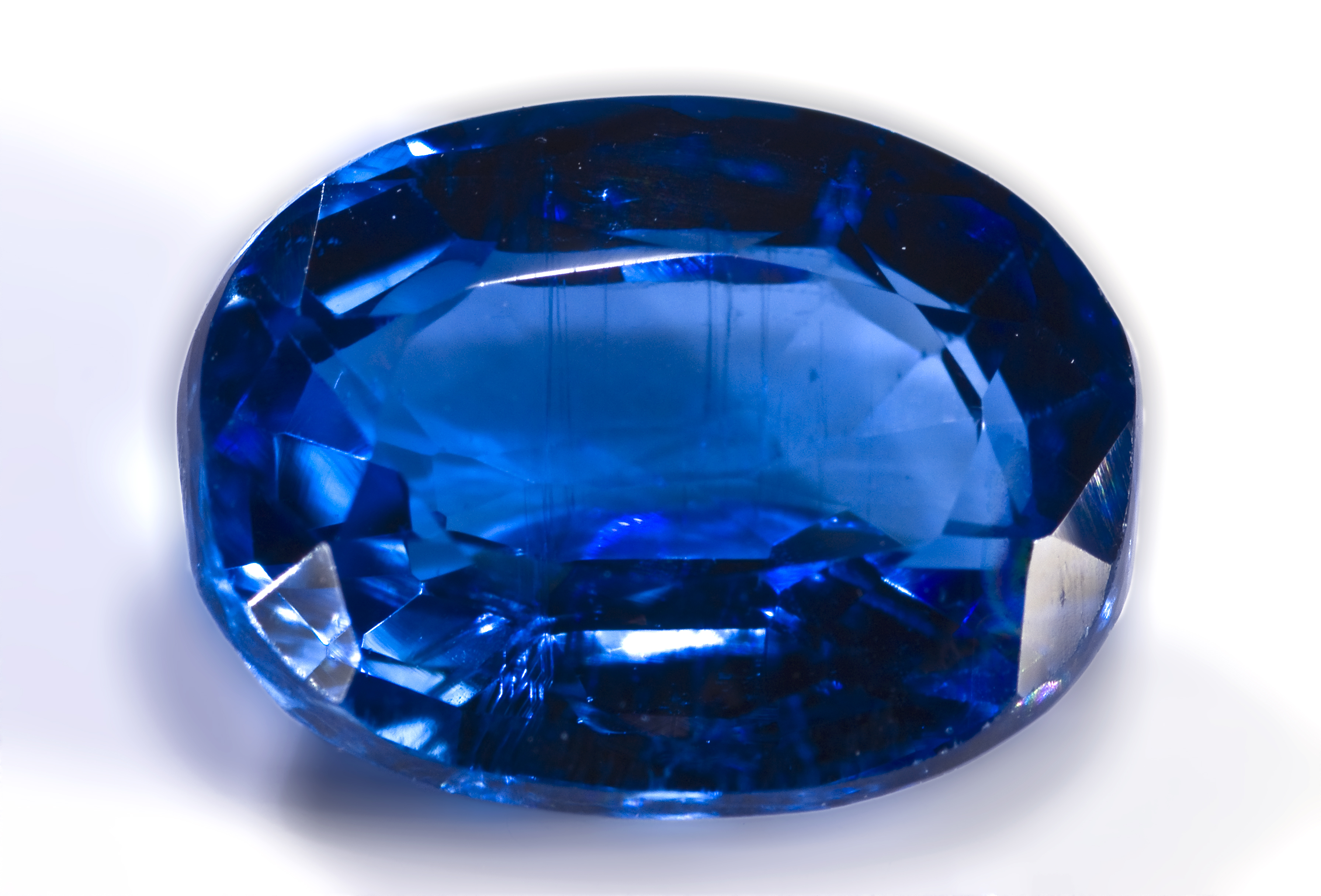
Disthène taillé - Milka Danda, Népal
Trimorphisme 1) Disthène, 2) Andalousite, 3)Sillimanite X) Température (Celsius), Y) Pression (Kbar)
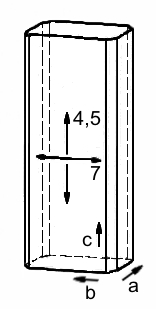
Schéma montrant l'anisotropie et la dureté suivant les axes a,b, et c

## Gisements remarquables
Brésil
- São José da Safira, Doce, Minas Gerais[9]

Canada
- Normetal Mine (Abana Mine), Normetal, Abitibi-Ouest RCM, Abitibi-Témiscamingue, Québec[10]

Espagne
- Serrada de la Fuente, Madrid[11]

États-Unis
- Thomas Mine Comté de Buncombe, Caroline du Nord

France
- Kerveguen, Scaër, Finistère[12]
- Le Chambon, Marvejols, Lozère, Languedoc-Roussillon [13]
- Sauviat-sur-Vige, Haute-Vienne, Limousin[14]
- Terre Nères, Merens, Ax-les-Thermes, Ariège, Midi-Pyrénées [15]
- Ravine de Sarvengude, Collobrières, Var, Provence-Alpes-Côte d'Azur[16].

Italie
- Monte Folgorito, Pietrasanta, Alpes Apuana, Province de Lucques, Toscane[17]

Népal
- Milka Danda, Phakuwa, District de Sankhuwasabha (Sankhuwa Sahba), Région de Kosi

## Utilisation
- Le disthène peut être utilisé pour la fabrication de céramique à résistance thermique et chimique.
- Les variétés gemme peuvent être taillées comme pierre fine.